# Żabi król
Żabi król – popularna baśń ludowa występująca w różnych wersjach w wielu krajach. Najbardziej znaną wersję niemiecką spisali bracia Grimm i opublikowali w 1812 roku w zbiorze Baśni (tom 1, nr 1).

## Treść (według braci Grimm)
Pewna młoda królewna bawiła się w lesie szklaną kulą, kiedy ta nieoczekiwanie wpadła do studni. Królewna zaczęła płakać, gdyż była to jej ulubiona zabawka. Wtedy z wody wynurzyła się żaba i ludzkim męskim głosem zaoferowała pomoc. W zamian jednak zażądała: "Chcę żebyś mnie pokochała, żebyś pozwoliła mi zostać twoim kompanem w zabawie, chcę móc jeść z twojego talerzyka, pić z twojej szklaneczki i spać z tobą w jednym łóżku". Królewna obiecała spełnić to wszystko, a żaba zwróciła jej kulę. Królewna zabrała kulę i rzuciła się do ucieczki, nie zamierzając spełniać danej obietnicy.
Jednak jakiś czas później żaba dostała się do pałacu i przypomniała o jej obietnicy. Królewna była przerażona, jednak król nakazał córce by spełniła jej prośbę, jeśli to obiecała. Królewna niechętnie zaczęła spełniać wszystkie obietnice - zjedli razem kolację i położyli się spać w łóżku. Królewna po dotrzymaniu obietnicy, rzuciła żabą o ścianę, nie mogąc wytrzymać obrzydzenia. Wtedy żaba zamieniła się w pięknego księcia. Okazało się, że książę ten został kiedyś zamieniony w żabę przez czarownicę. Dotrzymując obietnicy królewna zdjęła z niego czar. Teraz mógł wrócić do swojego królestwa. Królewna i książę pobrali się.

## Adaptacje filmowe
- Żabi król – niemiecki (NRD) film z 1987 roku
- Baśnie braci Grimm (Żabi król - odcinek 3,4) – japoński serial animowany z 1987 roku
- Żabi król – niemiecko-czechosłowacki film z 1991 roku
- Baśnie Braci Grimm: Simsala Grimm (Żabi król  – odcinek 25) – niemiecki serial animowany z 1999 roku
- Żabi król – niemiecki film z 2008 roku
- Księżniczka i żaba – amerykański film z 2009 roku